# Elida (Ohio)
Elida és una població dels Estats Units a l'estat d'Ohio. Segons el cens del 2000 tenia 1.917 habitants.

## Demografia
Segons el cens del 2000, Elida tenia 1.917 habitants, 698 habitatges, i 552 famílies. La densitat de població era de 711,7 habitants/km².
Dels 698 habitatges en un 41,4% hi vivien nens de menys de 18 anys, en un 67,6% hi vivien parelles casades, en un 9,5% dones solteres, i en un 20,8% no eren unitats familiars. En el 18,5% dels habitatges hi vivien persones soles el 8% de les quals corresponia a persones de 65 anys o més que vivien soles. El nombre mitjà de persones vivint en cada habitatge era de 2,75 i el nombre mitjà de persones que vivien en cada família era de 3,15.
Per edats la població es repartia de la següent manera: un 30,2% tenia menys de 18 anys, un 6,6% entre 18 i 24, un 28,6% entre 25 i 44, un 23,7% de 45 a 60 i un 11% 65 anys o més.
L'edat mediana era de 37 anys. Per cada 100 dones de 18 o més anys hi havia 90,2 homes.
La renda mediana per habitatge era de 49.293 $ i la renda mediana per família de 58.750 $. Els homes tenien una renda mediana de 41.895 $ mentre que les dones 26.635 $. La renda per capita de la població era de 20.573 $. Aproximadament el 3,1% de les famílies i el 3,1% de la població estaven per davall del llindar de pobresa.

## Poblacions més properes
El següent diagrama mostra les poblacions més properes.